# Легион украинских националистов
Легия (Лига, Легион) украинских националистов, ЛУН (укр. Легія Українських Націоналістів — украинская националистическая организация, действовавшая в 1925—1929 гг., одна из основателей Организации украинских националистов (ОУН).

## Основание
Легия украинских националистов была основана 12 ноября 1925 г. в Праге на объединённом съезде 3-х украинских эмигрантских (в Чехословакии) организаций:
- Украинское национальное объединение (укр. Українське Національне Об’єднання);
- Союз украинских фашистов (укр. Союз Українських Фашистів);
- Союз освобождения Украины (укр. Союз Визволення України).

Большинство членов Легии составляли жители центральных и восточных регионов Украины. Состав её изначально был идеологически неоднородным — так наряду с бывшими «полуботковцами» (членами и сторонниками Украинского военного клуба им. гетмана Павла Полуботка), составлявшими большинство, в неё входили и украинские фашисты, монархисты, сторонники эмигрантского правительства УНР.
Фракцию украинских монархистов, сторонников гетмана Скоропадского, возглавлял Леонид Костарив; сторонников эмигрантского правительства УНР — полковник Архип Кмета.
Но авторитет лидера ЛУН полковника Миколы Сциборского и введённые им обязательные идеологические лекции-семинары («вышколы») для членов постепенно превратили Легию в идеологически однородную организацию, полностью перешедшее на идеологическую базу украинского национализма.

## Деятельность
В 1927 г. Центральный комитет ЛУН инициировал создание «Национально-Военного Союза в Чехо-Словацкой Республике», основной задачей которого должно было стать объединение и подготовка совместно с другими подобными военными организациями украинских военных в единую украинскую национальную военную организацию на принципах «самостийности» (суверенности и независимости) и «соборности» (единства и великодержавности) украинского государства.
В том же, 1927 году, ЛУН начала издавать свой печатный орган — ежемесячник «Державна Нація» («Государственная Нация»). Редактировала его коллегия в составе Мыколы Сциборского, Петра Кожевникова и Дмитра Демчука.

## Руководящие органы
Во главе ЛУН стоял Центральный Комитет, который состоял из референтов, ответственных за отдельные направления работы. Личный состав Центрального Комитета избирался Делегатским съездом, созывавшимся на основе пропорционального представительства секций.
Центр организации находился в г. Подебрады (Чехословакия) и объединялся вокруг Украинской Хозяйственной Академии, студенты и преподаватели которой составляли большую часть членства ЛУН.
Но 17-18 марта 1928 г. состоялся Чрезвычайный Делегатский съезд, которым было реформировано структуру ЛУН. Высшим руководящим органом вместо Делегатского съезда, становиться Генеральная Рада, состоявшая из членов центральных органов ЛУН и лиц специально назначенных самой Генеральной Радой. В тот же день состоялось и первое заседание Генеральной Рады, которая выбрала Главой Центрального Комитета Легии Мыколу Сциборского и по его предложению утвердила такой состав Центрального Комитета ЛУН:
- Юрий Руденко (генеральный писарь);
- Леонид Костарив (политический референт);
- Петро Кожевникив (референт прессы и пропаганды);
- Кордонский (финансовый референт);
- Ярослав Герасимович (секретарь).

### Секции и уполномоченные
На местах члены ЛУН объединялись в секции, а в том случае, когда не хватало членов для формирования секции — назначался уполномоченный («видпоручник») Легии.
На протяжении своей деятельности ЛУН сформировала достаточно разветвленную секционную сеть. Так, постоянные секции ЛУН существовали в Праге, Берлине, Вене. Были попытки создания секций в Египте и Канаде (Виннипег). «Видпоручники» ЛУН постоянно действовали в Стамбуле и на Балканах, занимаясь организацией поиска и объединения украинских политических эмигрантов.
22 июля 1928 г. была создана секция ЛУН в Париже (глава — Г. Калюжный, заместитель — сотник М. Антоненко, секретари — сотник П. Васылив).
17 октября 1928 г. создана секция ЛУН в Люксембурге (глава — Твардовский, секретарь — сотник Олекса Чуб).

## Членство
Кроме вышеупомянутых руководителей ЛУН, членами Легии были и другие выдающиеся деятели украинского националистического движения — Евген Маланюк, Леонид Мосендз, доктор Дмитро Демчук, доктор Мыкола Викул, доктор Якив Моралевич, Дмитро Троян, Олекса Жлудкин, Александр Гайдай, Григор Божик, Михайло Первак, Владимир Дрыкалович, Иван Кузнецев, О.Чехивский, Д.Малько, М.Тобилевич, М.Дударив, братья Пасичники, Хмелёвский и другие.
К ЛУН также присоединялись галицкие студенты, учившиеся в г. Подебрады (Михайло Селешко, Петро Выгнанский, Василь Выноградник, Роман Мынив и другие).
Интенсивная деятельность ЛУН со временем привела к вхождению в её состав:
- группы волынских студентов во главе с Мыколой Ныцкевичем (позднее — «видпоручник» ОУН в Болгарии) и Евгеном Омельчуком (позднее — боец УПА).
- группы «хлеборобов-демократов» во главе с профессором Леонидом Фроловым и студентами Панасом Заворыцким и Олексой Мартыновым.

## Символика
ЛУН основала традицию украинской националистической символики, которая использовалась ОУН, УПА и украинскими националистическими кругами в эмиграции.
Эмблемой ЛУН было изображение трезубца на щите украинских национальных цветов, охваченном кругом цепью (как символ «соборности»). Из-под щита выглядывает рукоять и острие меча, перекрещивающего щит. Щит также содержит девиз Легии — «Мысль — мыслью, меч — мечом» (укр. «Думка — думкою, меч — мечем»).
Кроме того, членами ЛУН также впервые было внедрено националистическое приветствие «Слава Украине!», которое было взято из военного приветствия Конного полка Чёрных Запорожцев времен Гражданской войны.

## Значение ЛУН
Легия Украинских Националистов была первой в украинской истории организацией, которая идеологически оформилась как националистическая. Именно ЛУН впервые начала использовать название «националистический», вместо используемых ранее «национальный» или «государственнический» (укр. «державницький»).
В кругах ЛУН были сформированы основные принципы украинского национализма:
— признание наций, а не классов творцами истории и ставление соответственно интересов нации выше интересов классов, групп и партий;
— возобновление борьбы за создание УССД (украинская аббревиатура «Українська Самостійна Соборна Держава», означающая — Украинское Самостоятельное (в понимании суверенное и независимое) Соборное (в понимании объединяющего все украинские этнические территории) Государства);
— органическое единение и солидарность всех частей нации.
По осознанию общих идеологических платформ с Украинской Военной Организацией (УВО), Группой Украинской Национальной Молодежи (ГУНМ) и Союзом Украинской Националистической Молодежи (СУНМ), ЛУН создала вместе с этими организациями единую Организацию Украинских Националистов (ОУН).